# Coțofănești
Coțofănești là một xã thuộc hạt Bacău, România. Dân số thời điểm năm 2002 là 3321 người.